# Brad Anderson
Brad Anderson (1964, Madison, Connecticut) és un director de cinema estatunidenc. És igualment guionista i muntador (sobretot per algunes de les seves pel·lícules).

## Biografia
Brad Anderson es va apassionar des del seu infantesa pel cinema on rodava ja curts en Super-8. Estudia al Bowdoin College, després marxa a Londres i entra a la London's Internacional Film School.
Després de la seva formació torna als Estats Units i treballa per la PBS en documentals. Un cop instal·lat a Boston, munta amb amics realitzadors de la mateixa ciutat, el Boston Film Collective.
Realitza a continuació un migmetratge que és un homenatge a Ed Wood: Frankenstein's Planet of Monsters !
El seu primer llargmetratge The Darien Gap on serà igualment escenògraf, muntador i guionista surt el 1996. La pel·lícula destacarà en festivals, sobretot en el Festival de Cinema de Sundance el 1996.
Això li permet realitzar la seva segona pel·lícula, The Darien Gap, i de dirigir-hi Philip Seymour Hoffman. Obtindrà el gran premi i el del públic al Festival del cinema americà de Deauville l'any 1998.
El 1999 dirigeix Happy Accidents una comèdia romàntica tenyida de ciència- ficció, a continuació el 2001 Sessió 9, un thriller de terror desconegut pel gran públic.
Va llavors cap a les sèries de TV i participa en la realització d'alguns episodis de diferents sèries, entre els quals The Shield.
En 2005 surt El maquinista on Christian Bale interpreta un insomne anorèctic i paranoic. Una pel·lícula propera al cinema de David Lynch del qual Brad Anderson en reivindica la influència. Aquesta pel·lícula es va produir a Espanya, ja que Hollywood va refusar fer-ho. Brad Anderson va declarar :
A Europa, el cinema és encara creació, a diferència dels Estats Units on la presa de riscos o les decisions artístiques no signifiquen gran cosa -cal en principi alimentar la indústria. Creu que, per tradició, els europeus són més receptius al matís, a relats que surten una mica de la norma bàsica tant en el seu tractament com en el seu contingut 
Avui continua amb les a sèries (Masters of Horror) i el 2008 va treure la seva darrera pel·lícula, prevista pel 2007: Transsiberià

## Filmografia

### Director
| Pel·lícula                                | Any  |
| ----------------------------------------- | ---- |
| Frankenstein's Planet Monster's           | 1995 |
| The Darien Gap                            | 1996 |
| Homicide (Temporada 7 episodi 11)         | 1998 |
| Next Stop Wonderland                      | 1999 |
| Happy Accidents                           | 2001 |
| Sessió 9 (Session 9)                      | 2001 |
| The Shield (Temporada 2 episodi 11)       | 2003 |
| El maquinista (The Machinist)             | 2005 |
| Surface (Temporada 1 episodi 13)          | 2005 |
| Masters of Horror (Temporada 2 episodi 4) | 2006 |
| Transsiberià (Transsiberian)              | 2008 |

### Guionista
| Pel·lícula                                | Any  |
| ----------------------------------------- | ---- |
| The Darien Gap                            | 1996 |
| Next Stop Wonderland                      | 1999 |
| Happy Accidents                           | 2001 |
| Sessió 9 (Session 9)                      | 2001 |
| Masters of Horror (Temporada 2 episodi 4) | 2006 |
| Transsiberià (Trans-Siberian)             | 2008 |

### Muntador
| Pel·lícula      | Any  |
| --------------- | ---- |
| Happy Accidents | 2001 |
| Sessió 9        | 2001 |